# Mitar Mrkela
Dimitrije Mrkela, detto Mitar (Belgrado, 10 luglio 1965), è un ex calciatore jugoslavo, di ruolo attaccante.

## Carriera

### Club
Debutta da professionista nel 1981 nell'OFK Belgrado, dove resta per due stagioni, e a solo 16 anni viene ingaggiato dalla Stella Rossa di Belgrado, di cui diventa ben presto uno degli uomini simbolo, e con cui vince tre campionati della RSF di Jugoslavia e due Coppe di Jugoslavia.
All'inizio della stagione 1990-1991 si trasferisce nei Paesi Bassi al Twente dove gioca per due stagioni.
Passa poi per un anno al Beşiktaş, e chiude la carriera, sempre nei Paesi Bassi, al Cambuur Leeuwarden.
Con la Nazionale jugoslava vanta solo 5 presenze ma la vittoria della medaglia di bronzo alle Olimpiadi del 1984.

## Palmarès

### Club
- Campionati della RSF di Jugoslavia: 3

Stella Rossa: 1983-1984, 1987-1988, 1989-1990
- Coppe di Jugoslavia: 2

Stella Rossa: 1985, 1990

### Nazionale
- Bronzo olimpico: 1

Los Angeles 1984